# McLaren 570S
McLaren 570S är en sportbil tillverkad av den brittiska biltillverkaren McLaren Automotive mellan 2015 och 2021.
McLaren 570S är märkets instegsmodell och mer avsedd för vardagstrafik än McLarens dyrare bilar.

## Tekniska data
|                             | McLaren 570S                                                          |
| --------------------------- | --------------------------------------------------------------------- |
| Motor:                      | 8-cylindrig 90° V-motor med biturbo                                   |
| Cylindervolym:              | 3799 cm³                                                              |
| Max effekt vid varvtal:     | 570 hk vid 7 400 v/min                                                |
| Max vridmoment vid varvtal: | 600 Nm vid 5 000 v/min                                                |
| Ventilstyrning:             | Dubbla överliggande kamaxlar per cylinderrad, 4 ventiler per cylinder |
| Bränslesystem:              | Direktinsprutning                                                     |
| Växellåda:                  | 7-växlad växellåda med dubbelkoppling                                 |
| Bromsar:                    | Keramiska skivbromsar                                                 |
| Hjulupphängning:            | Dubbla tvärlänkar, skruvfjädrar                                       |
| Chassi & kaross:            | Kolfiberchassi med kompositkaross                                     |
| Hjulbas:                    | 2670 mm                                                               |
| Längd x bredd x höjd:       | 4529 x 1951 x 1201 mm                                                 |
| Torrvikt:                   | 1356 kg                                                               |
| Acceleration 0 – 100 km/h:  | 3,2 s                                                                 |
| Toppfart:                   | 328 km/h                                                              |

## Versioner

### 540C
McLaren 540C är avsedd för den asiatiska marknaden med lägre motoreffekt för bättre körbarhet i stadsmiljö.

### 570GT
McLaren 570GT är en komfortabel långfärdsvagn med bland annat bättre bagageutrymme.

### 600LT
McLaren 600LT är sportversionen med högre motoreffekt och förbättrad aerodynamik.

## Bilder

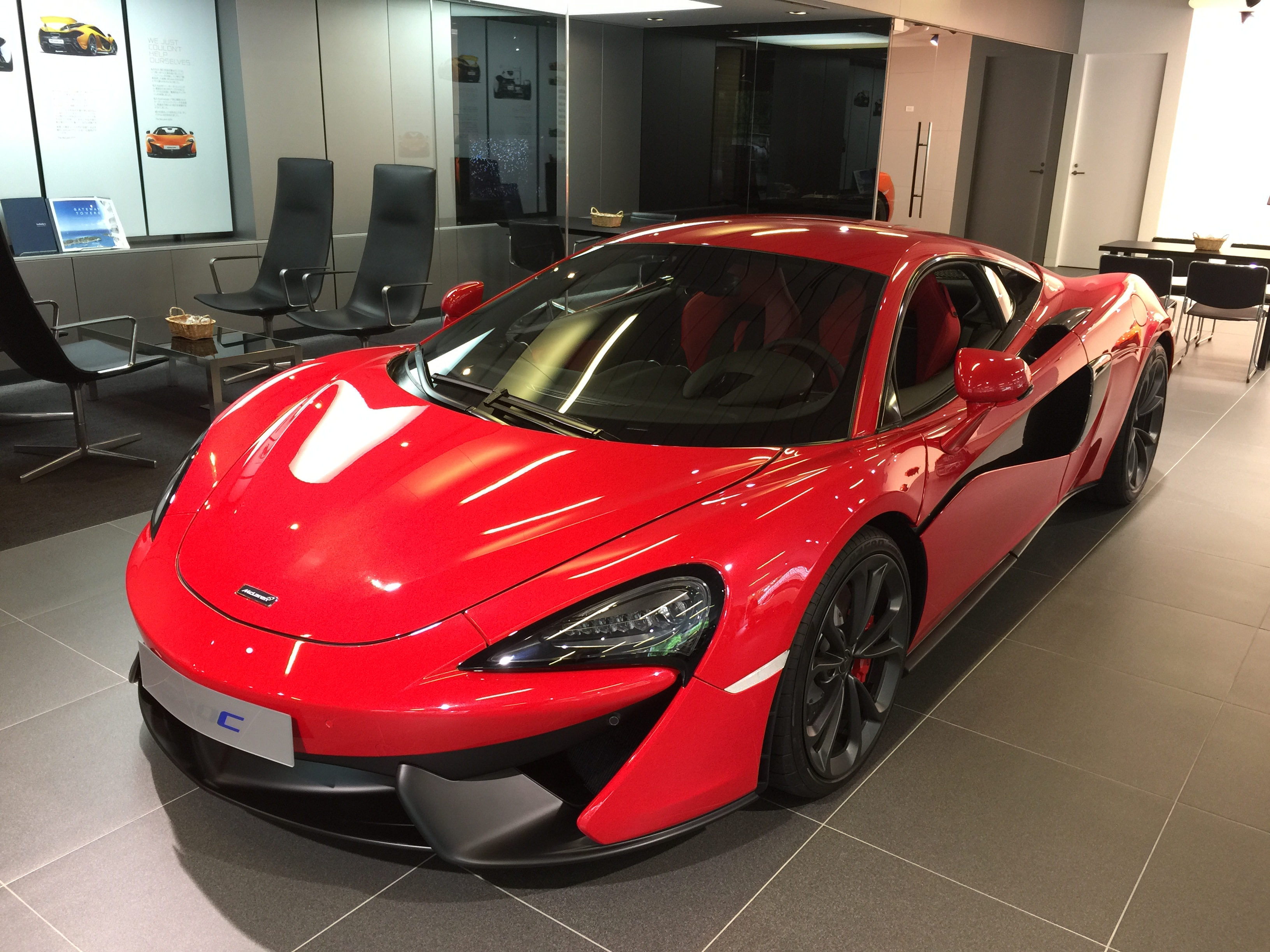
McLaren 540C
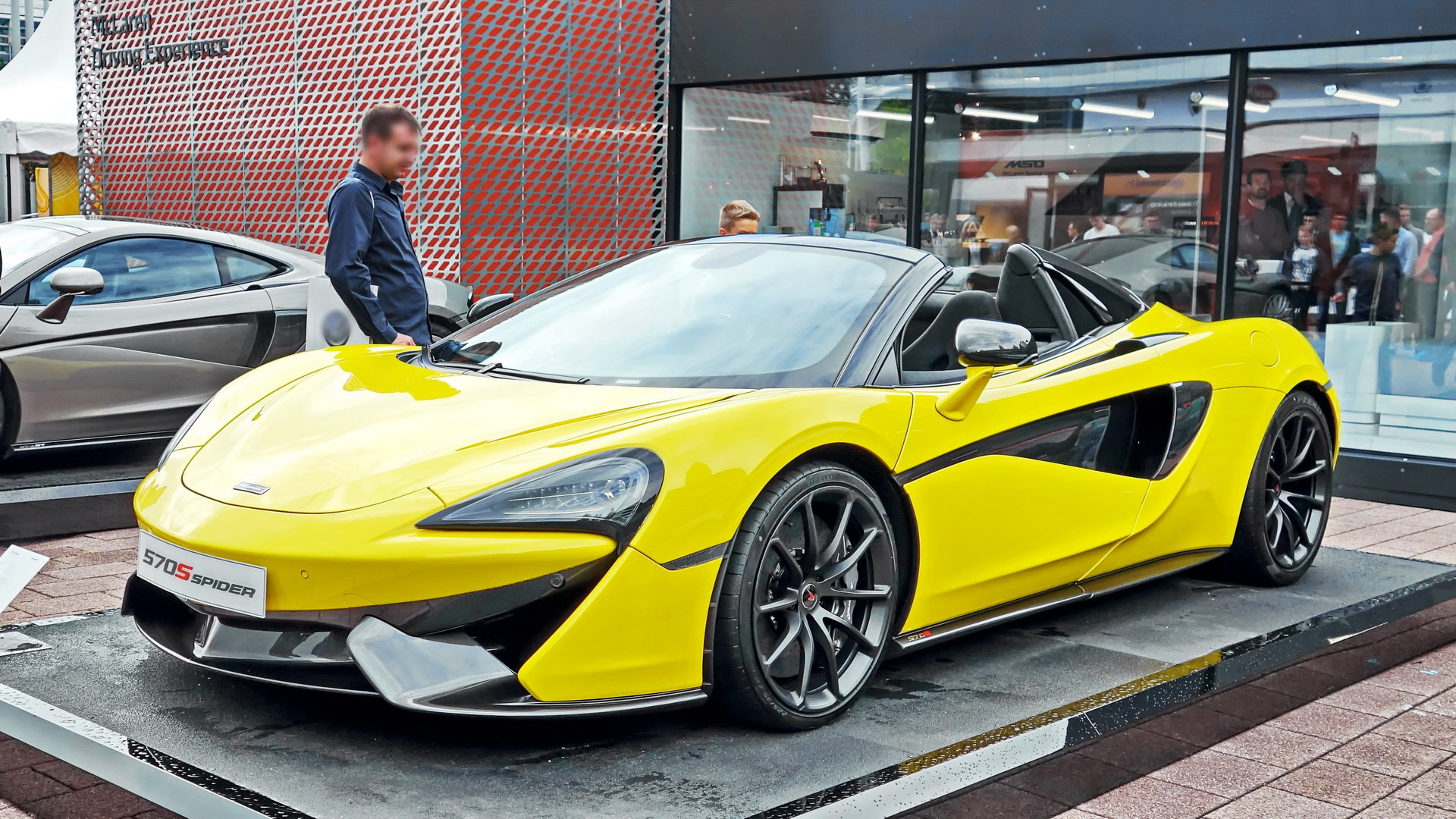
McLaren 570S Spider
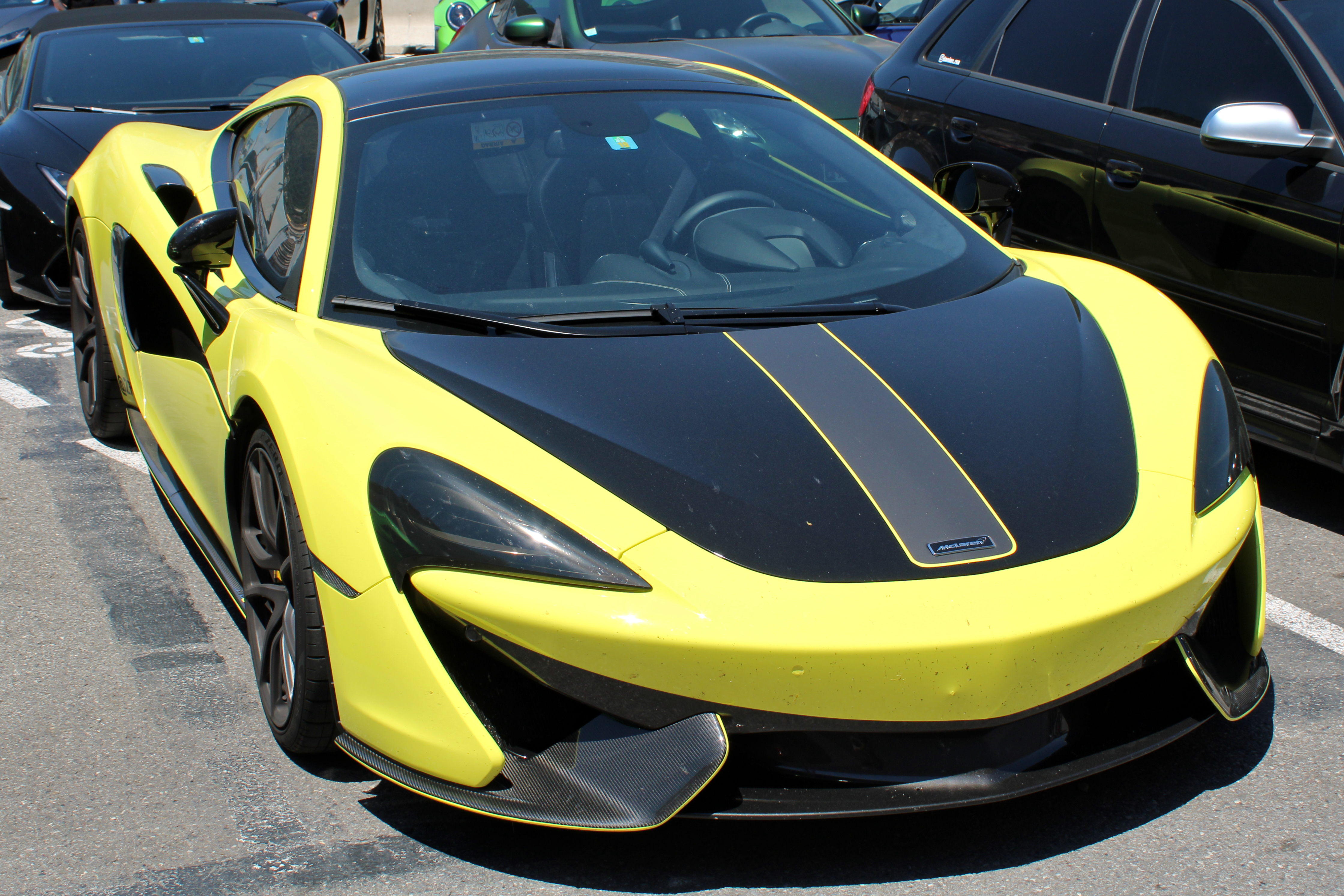
McLaren 570GT
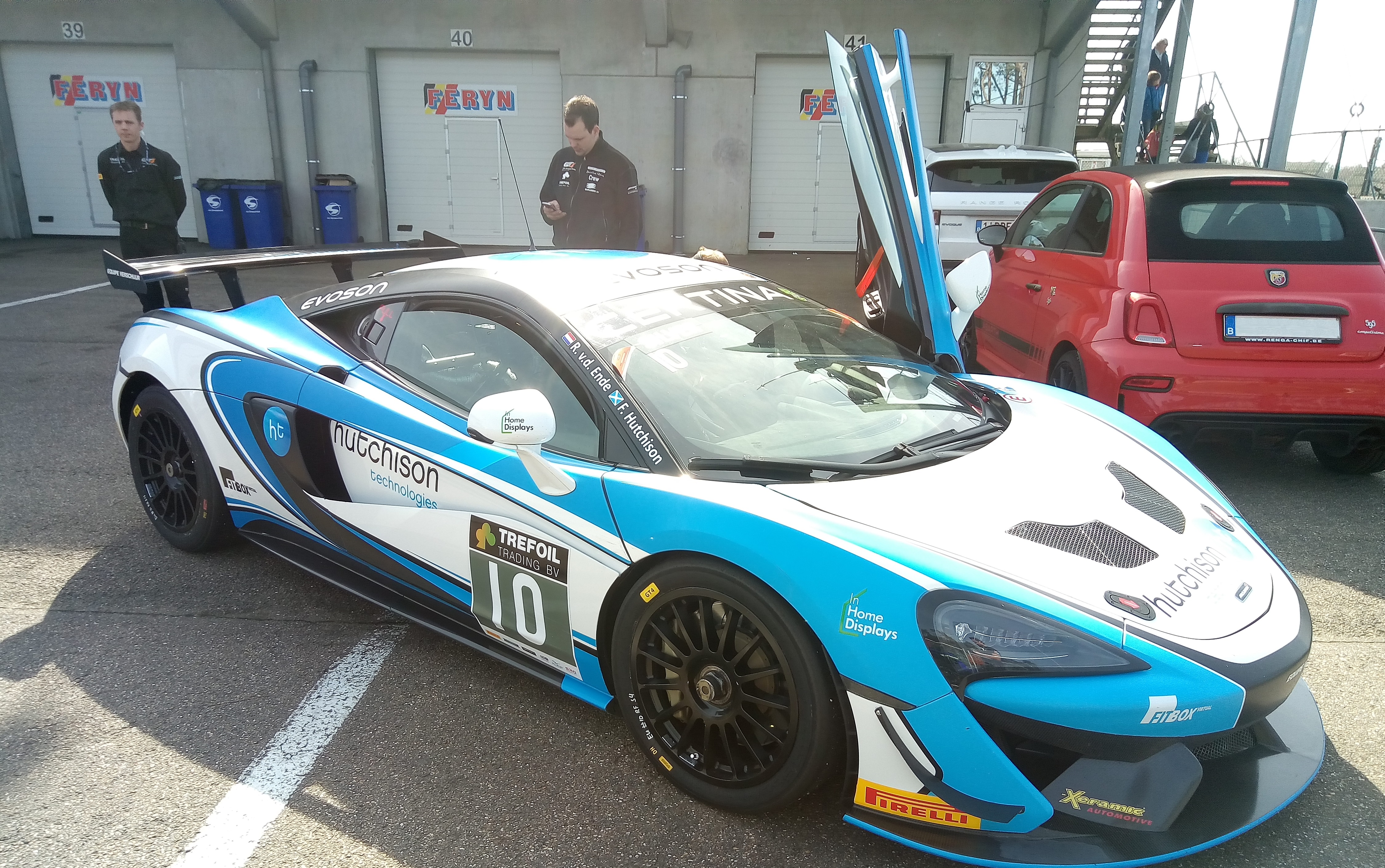
McLaren 570S GT4
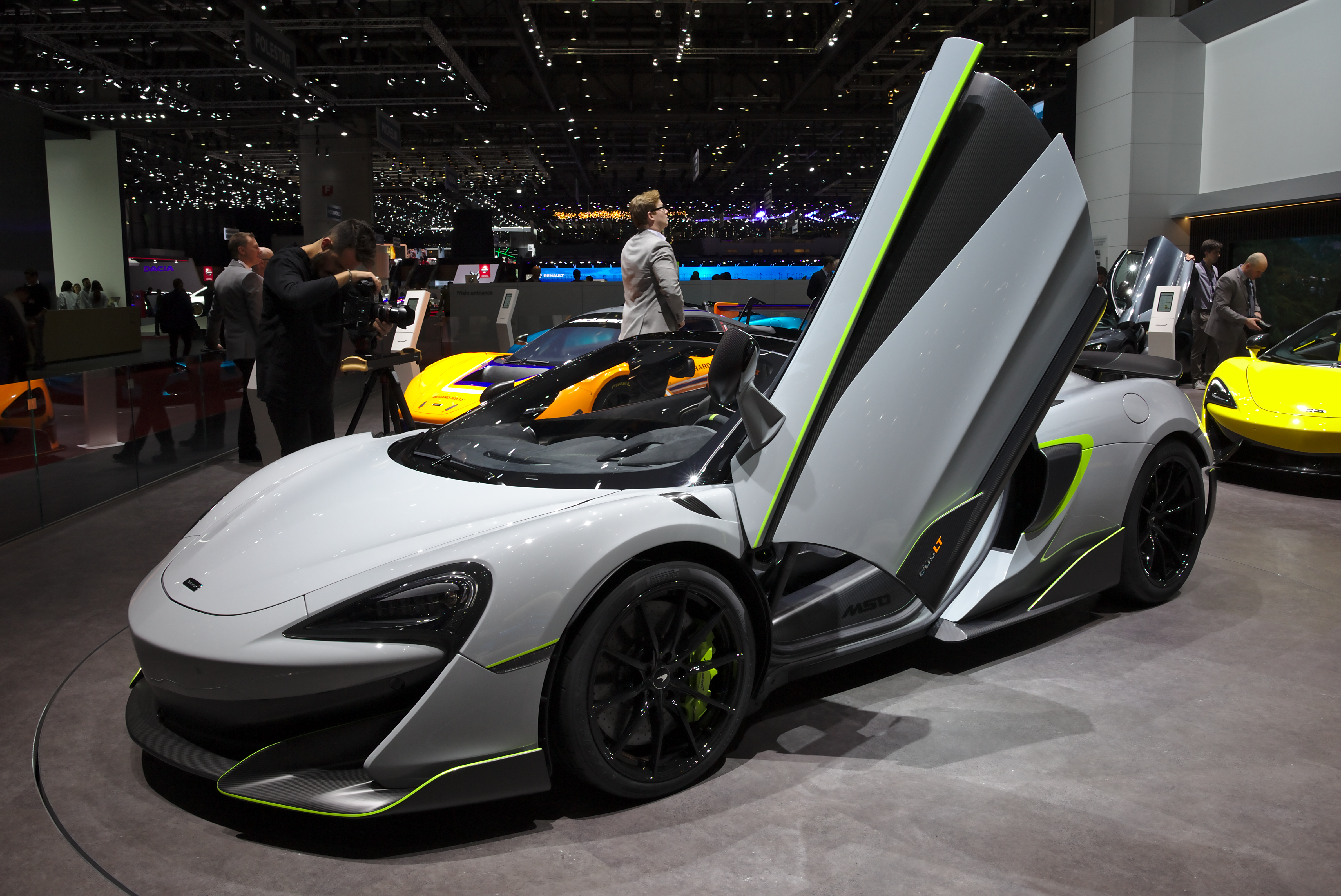
McLaren 600LT Spider MSO